# Tibataje
Tibataje este o arie protejată (arie specială de conservare — SAC, sit de importanță comunitară — SCI) din Spania întinsă pe o suprafață de 592,7 ha, integral pe uscat.

## Localizare
Centrul sitului Tibataje este situat la coordonatele 27°47′38″N 17°59′06″W / 27.7938°N 17.9851°V.

## Înființare
Situl Tibataje a fost declarat sit de importanță comunitară în octombrie 1999 pentru a proteja 1 specie de plante și 2 specii de animale. Situl a fost protejat și ca arie specială de conservare în ianuarie 2010.

## Biodiversitate
Situată în ecoregiunea , aria protejată conține 7 habitate naturale: Pante stâncoase silicioase cu vegetație casmofită, Păduri de Olea și Ceratonia, Câmpuri de lavă și excavații naturale, Faleze cu floră endemică de pe coastele macaroneziene, Pajiști macaroneziene cu vegetație endemică, Tufărișuri termo-mediteraneene și de pre-deșert, Păduri endemice cu Juniperus spp..
La baza desemnării sitului se află mai multe specii protejate:
- plante (1): Cheirolophus duranii
- mamifere (1): Plecotus teneriffae
- reptile (1): Gallotia simonyi